# Jason King
Jason King var en brittisk TV-serie från 1972 som gjordes i 26 avsnitt. Huvudrollen spelades av Peter Wyngarde som spelade figuren med samma namn som själva serien.
Huvudpersonen var en författare som arbetade med team av utredare. Jason King skulle skriva äventyrsromaner. Han genomförde olika resor till olika platser men råkade själv ut för ett antal äventyr. Han träffar på glamourösa platser och vackra kvinnor.